# الدوري الأردني 1950
إحصائيات الدوري الأردني لكرة القدم في موسم 1950.

## نظرة عامة
فاز النادي الأهلي بالبطولة.

## وصلات خارجية
- موقع الاتحاد الأردني لكرة القدم